# UPT Batang Pane III
UPT Batang Pane III is een bestuurslaag in het regentschap Padang Lawas Utara van de provincie Noord-Sumatra, Indonesië. UPT Batang Pane III telt 2369 inwoners (volkstelling 2010).